# Vydří
Vydří település Csehországban, a Jindřichův Hradec-i járásban. Vydří Dolní Žďár, Polště, Stráž nad Nežárkou, Lásenice, Plavsko és Jindřichův Hradec településekkel határos. Lakosainak száma 121 fő (2024. január 1.).

## Népesség
A település lakosságának változását az alábbi diagram mutatja:
| Lakosok száma | 485  | 501  | 432  | 278  | 180  | 106  | 116  | 110  | 123  | 121  |
|               | 1869 | 1890 | 1921 | 1950 | 1980 | 2001 | 2017 | 2019 | 2022 | 2024 |